# ثلاثية مرسيليا
ثلاثية مرسيليا هو الاسم العام الذي يطلق على المسرحيات المأساوية الثلاث لمارسيل بانيول وهي: ماريوس وفاني وسيزار، بالإضافة إلى التعديلات السينمائية التي أشرف عليها وأخرج الجزء الثالث منها.
في حين تم تصميم ماريوس (1929) وفاني (1931) للمسرح، فإن سيزار (1936)، الجزء الأخير من الثلاثية، تمت كتابته مباشرة للسينما، قبل أن يتم تعديله بعد عشر سنوات للمسرح.
عُرضت المسرحيات الثلاث، مجتمعة في مسرحية واحدة، عدة مرات، أبرزها على يد جان بيير داراس في أوائل الثمانينيات، وفي نهاية العقد الأول من القرن الحادي والعشرين، على يد فرانسيس هوستر على مسرح أنطوان.

## الأصل
في رسالة موجهة عام 1960 إلى جمهور بروكسل بمناسبة الذكرى الخمسين لمسرحية زواج مدموزيل بوليمان، يروي مارسيل بانيول بنفسه نشأة هذا العمل:
من المؤكد أن الشعبية الكبيرة للأسلوب البروفانسي في المسرح والسينما منذ عام 1914 لعبت دورًا رئيسيًا في اختيار مارسيل بانيول لكتابة مسرحية مرسيليا

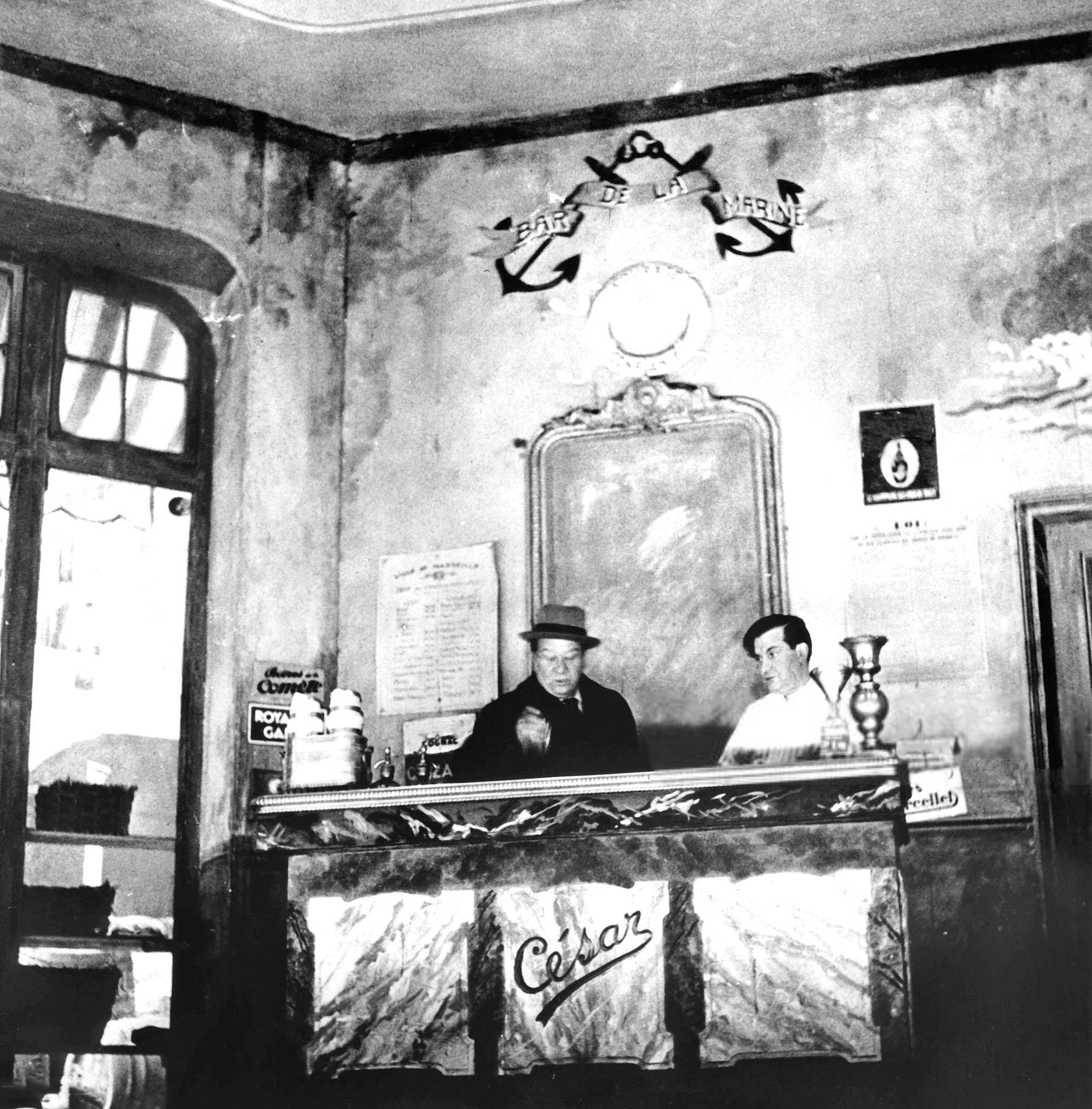
رايمو ومارسيل بانيول في عام 1946، يتدربان على مسرحية سيزار.

### ماريوس

#### ماريوسفي المسرح

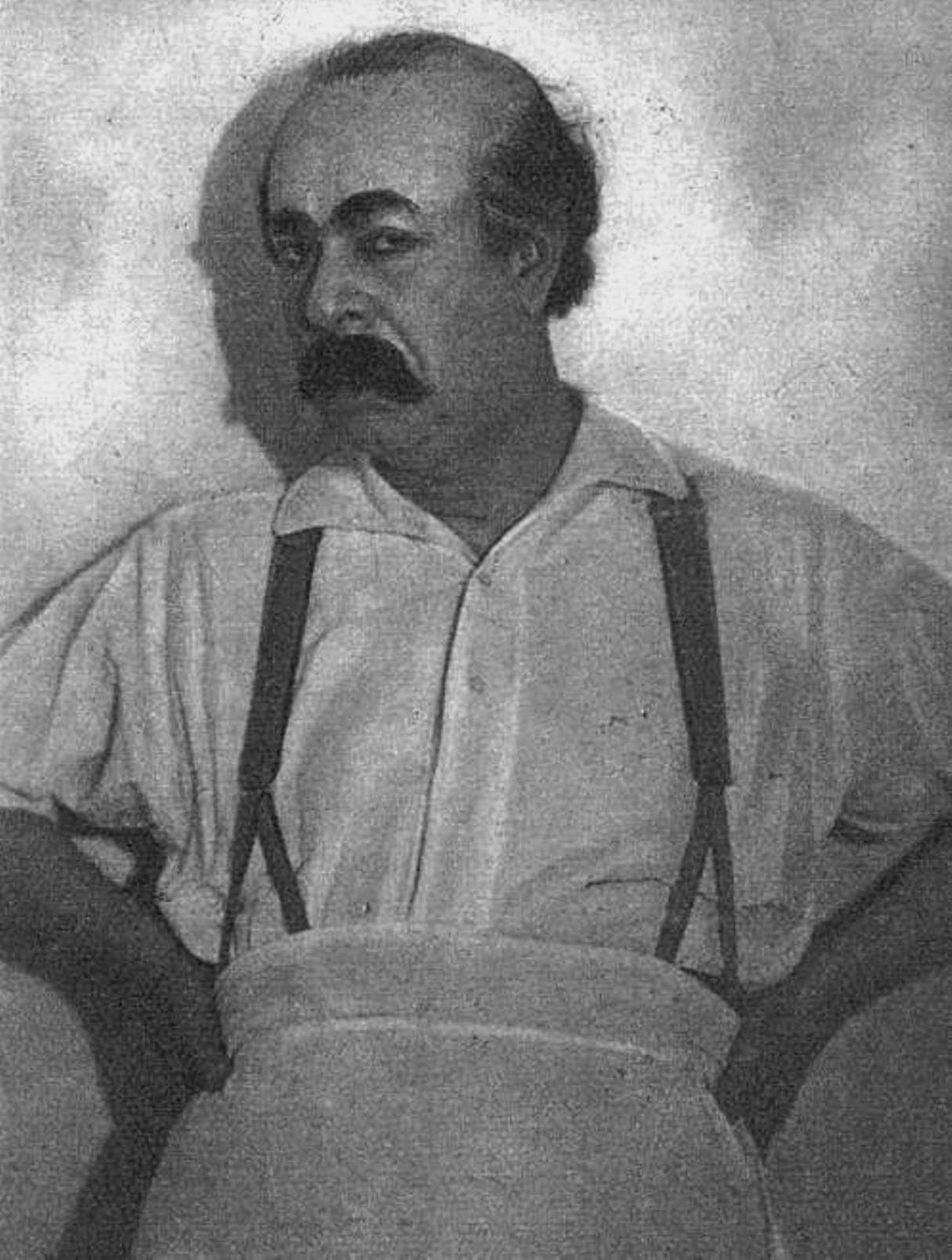
الممثل الروماني فيليمير ماكسيميليان في دور سيزار: عٌرضت مسرحية ماريوس في 1929-1930 في بوخارست، مع ممثلين من شركة بولاندرا المحلية.

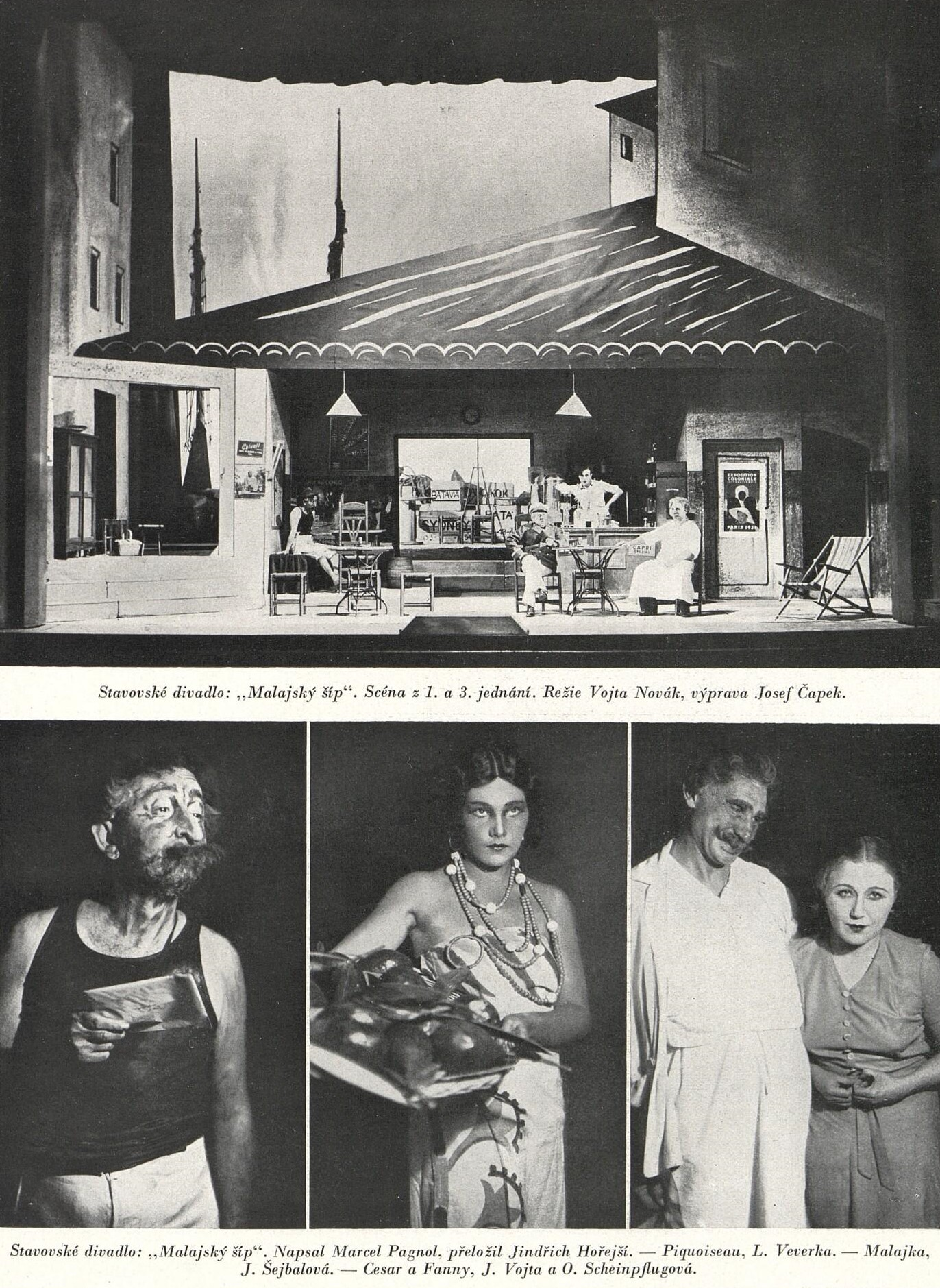
التكيف التشيكوسلوفاكي لماريوس في عام 1931.

أكمل مارسيل بانيول كتابة ماريوس في عام 1928، في الوقت الذي كانت فيه مسرحيته الثانية "المنفردة"، توباز، قد عٌرضت بنجاح قبل عام في برلين وقُبلت للتو في مسرح الفاريتيه. عرض مخطوطته أولاً على فرانك، مدير الكازار في مرسيليا، الذي رفضها بحجة أن ذلك سيكون "جريمة" إذا لم تُعرض لأول مرة في باريس. أوصى فرانك بعرضها على رايمو، وهو "كوميدي عسكري" من أصل تولوني، حقق نجاحاً ملحوظاً في عروض ليون فولتيرا، مدير كازينو باريس ومسرح باريس.
ريمو، الذي كان يؤدي في ذلك الوقت عرضاً استعراضياً في مسرح ماريغني، انجذب على الفور إلى المشروع، على الرغم من أنه لم يؤدِّ دوراً حقيقياً في المسرح من قبل (باستثناء دور صغير في مدرسة الكوكوتات لجربيدون وأرمو). أقنع ريمو فولتيرا – عبر زوجته سيمون فولتيرا، التي كانت صاحبة القرار الفعلي – بإنتاج المسرحية. اقترح المدير على بانيول أن يسند الأدوار إلى نجوم تلك الفترة، فيكتور فرانسين وغابي مورلي، لكن بانيول اعترض بأن المسرحية تحتوي على لهجة بروفنسية مرسيليّة، مما يتطلب ممثلين من الجنوب الفرنسي.
لذلك، حصل بانيول على مشاركة ريمو، إضافة إلى أوران ديمازيس (التي قدمت أول مسرحية لبانيول جاز في عام 1926 والتي كتب لها دور فاني)، وماوبي من قاعة كونسيه مايو، وممثلين من الكازار، من بينهم أليدا روف، بول دولاك، وإدوارد ديلمونت. كما تمكن من استقطاب فرناند شاربان من فرقة الأوديون، لكن هذا الأخير وافق بشرط أن يؤدي الدور الرئيسي لبانيس، الذي كان بانيول يعتزم أن يُسنده إلى ريمو.
بينما كان بانيول مترددًا بشأن كيفية طرح الموضوع على ريمو، أشار إليه الأخير بأنه قرر أن يؤدي دور سيزار – وهو دور ثانوي في النسخة الأصلية – لأن شهرته تبرر أن "تدور أحداث المسرحية في [محله]. ليس من المفترض أن يتكلف السيد ريمو عناء الذهاب لزيارة السيد شاربان، بل ينبغي على السيد شاربان أن يأتي لتقديم توضيحاته للسيد ريمو". وكان على بانيول أن يضيف بعض المشاهد لتطوير شخصية سيزار.
أما بالنسبة لدور ماريوس، فقد اضطر بيير بلانشار، الذي كان من المقرر أن يؤديه في البداية، إلى رفض العرض بسبب انشغاله الشديد بالسينما والمسرح. بعد عدة اعتراضات من فولتيرا، اختار بانيول في النهاية بيير فريناي، مما أثار استياء ريمو الذي اعتبر أن «من الجنون» اختيار «ألزاسي بروتستانتي من الكوميدي-فرانسيس» لتأدية دور يتطلب لهجة جنوبية ثقيلة. غير أن فريناي فاجأ الجميع خلال أول بروفة بلكنة مرسيليّة شبه مثالية، بعد أن أمضى الخمسة عشر يومًا السابقة يعمل كصبي في أحد الحانات الصغيرة بميناء مرسيليا القديم.

عُرضت المسرحية لأول مرة في مسرح باريس في 9 مارس 1929 وحققت نجاحًا فوريًا، حيث تم عرضها لشهور طويلة أمام قاعات ممتلئة بالكامل. من أكثر المشاهد التي نالت استحسان الجمهور كان مشهد «لعبة الورق»، وهو مشهد كان بانيول قد قرر حذفه أثناء البروفات، معتبرًا أنه لا يتماشى مع النبرة العامة للمسرحية، لكن ريمو تمكن من الإصرار على إدراجه. استمر عرض ماريوس لمدة عامين قبل أن يتوقف (بسبب التزامات سابقة لفولتيرا)، حيث قُدمت المسرحية في 800 عرض، بينما كان بانيول يفكر بالفعل في كتابة تكملة لها.

مشاهد مختلفة من النسخة الألمانية من المسرحية المسمأة إلى المرساة الذهبية، عند عرضها في عام 1946 في مسرح شلوسبارك في برلين ستيغليتز، بمشاركة ممثلين محليين وإخراج بوليسلاف بارلوغ:
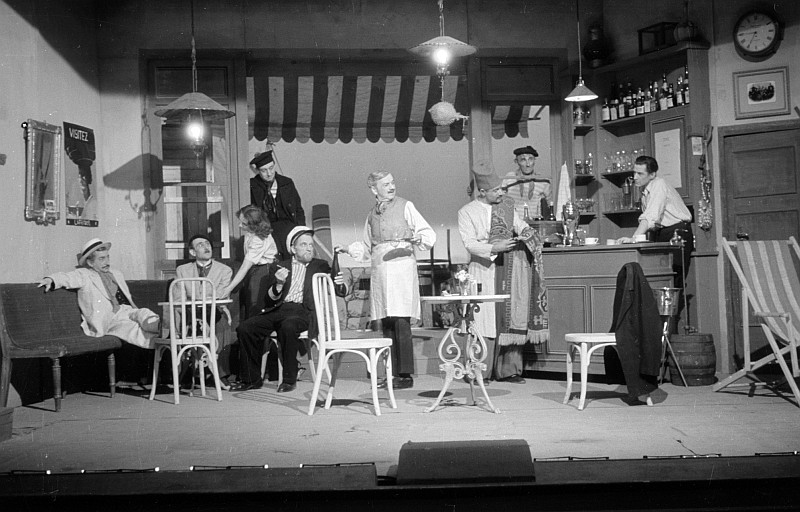
مشهد تاجر السجاد.
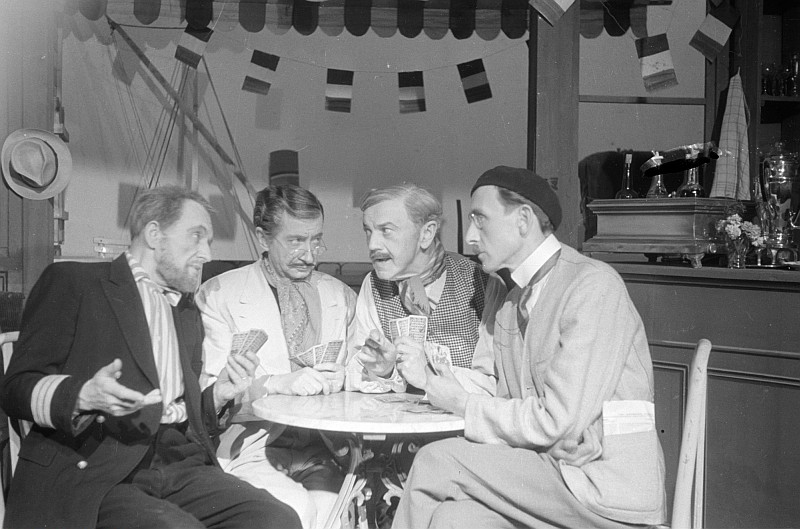
لعبة الورق.
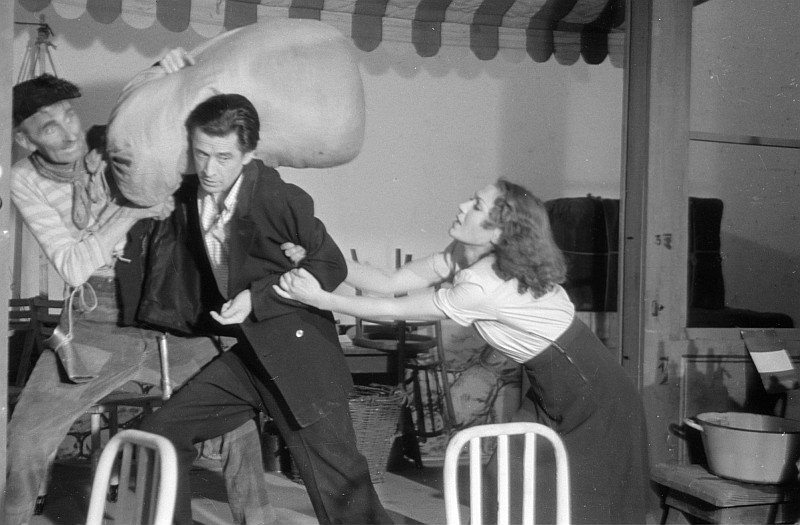
مشهد من المسرحية.
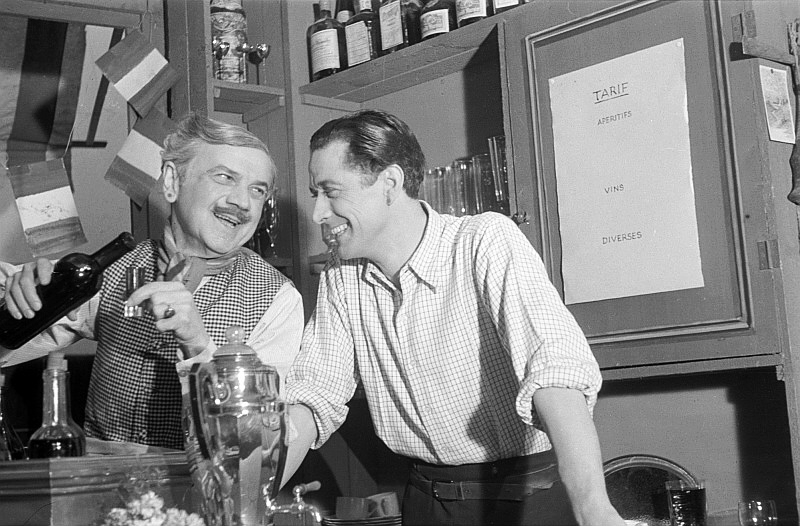
هانز ليبيلت (يسار)، في دور سيزار، وهانز سونكر (يمين)، في دور ماريوس.

#### ماريوسفي السينما

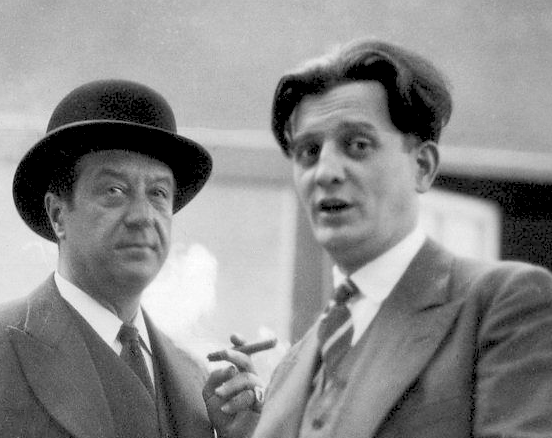
رايمو ومارسيل بانيول في عام 1931، في استوديوهات باراماونت فرنسا.

ظهور السينما الناطقة دفع بانيول إلى التوجه نحو هذا الوسيط الجديد، حيث كان من أوائل الذين أدركوا إمكانياته بالنسبة للكتّاب المسرحيين. سافر خصيصًا في ربيع عام 1930 إلى قاعة البلاديوم في لندن لحضور عرض أول فيلم موسيقي، لحن برودواي. ولكن، رغم حماسه، بقيت الاستوديوهات الفرنسية مغلقة أمامه بسبب شكوكها حول هذه التقنية الجديدة. بل إن مقاله الذي نشر في صحيفة لو جورنال بتاريخ 17 مايو 1930 تحت عنوان «الفيلم الناطق يقدّم للكاتب موارد جديدة» قوبل بالاستياء من قِبل جمعية المؤلفين.
في عام 1931، تعرّف بانيول على روبرت تي. كين، المنتج في باراماونت بيكتشرز، الذي كان قد أسّس فرعًا جديدًا في باريس وفتح استوديوهات بهدف التوسع في السوق الفرنسي. أتاحت هذه العلاقة لبانيول التعرف على جميع جوانب إنتاج الأفلام السينمائية، واكتساب خبرة ستساعده بعد سنوات قليلة على إنشاء شركته الخاصة، التي تضمنت استوديوهات ومختبرًا في مرسيليا ووكالات اختيار ممثلين في باريس وليون والجزائر. ومع تراجع اهتمام الجمهور بالسينما الناطقة بعد زوال عنصر المفاجأة بسبب ضعف السيناريوهات، اقترح كين على بانيول شراء حقوق ماريوس لتحويلها إلى فيلم سينمائي. انتهز بانيول الفرصة، لكنه رفض عرضًا ماليًا ضخمًا بقيمة خمسمئة ألف فرنك مقابل الاحتفاظ بالسيطرة الكاملة – وهو أمر ثوري في ذلك الوقت – على عملية الاقتباس والتوزيع، بالإضافة إلى نسبة من الأرباح كحقوق تأليف. وبينما كانت الشركة المنتجة تخطط للاستعانة بنجوم الشاشة مثل جان مورات، هنري غارا، وميغ لومونييه، نجح بانيول في فرض طاقمه الأصلي الذي لم يسبق لمعظمه المشاركة في أفلام سينمائية. لكنه تخلى بالمقابل عن أي إشراف على النسخ الألمانية والسويدية التي تم تصويرها في الوقت نفسه.
في الوقت نفسه، أقنع باجنول كين بتشكيل لجنة أدبية مكونة من مؤلفين معروفين ومسؤولة عن اختيار الأعمال الجديرة باهتمام الجمهور الفرنسي. وهكذا جمع إدوارد بورديه، وتريستان برنار، وألفريد سافوار، وساشا جيتري، وبيير بينوا، وإيف ميراندي، وسان جرانييه، وألبرت ويليميتز، وليوبولد مارشان، ورفض جان جيرودو العرض. لكن التجربة انتهت عندما أدرك أعضاء اللجنة المذكورة أن هذه مجرد حجج دعائية وأن توصياتهم لم تتبع على الإطلاق.
صوّر الفيلم، الذي أخرجه المخرج البريطاني ألكسندر كوردا بالتعاون التام مع بانيول، في غضون خمسة أسابيع خلال صيف عام 1931. تم تصوير المشاهد الخارجية في مرسيليا، بينما جرى تصوير المشاهد الداخلية في استوديوهات جوانفيل. في الوقت نفسه، تم إنتاج نسخ ألمانية وسويدية. ورغم أن هذه النسخ، الموجهة وفقًا لمعايير الاستوديوهات، باءت بالفشل، إلا أن النسخة الفرنسية - على الرغم من طول مدتها الاستثنائي الذي بلغ ساعتين - حققت نجاحًا ساحقًا، حيث جمعت مليون فرنك أسبوعيًا (ما يعادل 557,980 يورو حاليًا) خلال الشهرين الأولين من عرضها.

### فاني

#### فانيفي المسرح
عُرض فيلم ماريوس لأول مرة في السينما في 9 أكتوبر 1931، في الوقت الذي كان الجزء الثاني من ما لم يكن بعد ثلاثية، وهو فاني، الذي انتهى بانيول من كتابته في الصيف ذاته، قيد التمرين ليُعرض في 5 ديسمبر 1931 بنفس طاقم العمل، باستثناء ريمو الذي استبعده فولتيرا بعد مشادة عنيفة، وأليدا روف التي تعرضت لحادث قطار، وبيير فريناي الذي كان ملتزمًا بأعمال أخرى. تم استبدالهم على التوالي بهاري بور، الذي شارك سابقًا في مسرحية جاز مع ديمازيس، ومارجريت شابير، وأنتونان بيرفال، الذي كان "الشاب الأول" في مسرح ألكزار. لم يكن العقد الذي يربط بانيول بفولتيرا يسمح له بسحب المسرحية في حالة تغيير الطاقم. حققت المسرحية نجاحًا فوريًا مرة أخرى، لكن غياب مبتكري ماريوس والإعلان عن نسخة سينمائية حال دون تجاوزها العرض الـ400.

#### فانيفي السينما
نظرًا للنجاح الذي حققه الفيلم الأول، فضّل بانيول اختصار مسيرة مسرحيته للوصول إلى جمهور أوسع. بعد أن نشب خلاف بينه وبين باراماونت، التي انتقدها بسبب "تدمير" مسرحية توباز، على الرغم من وجود لويس جوي في دور البطولة وليوبول مارسشان في كتابة الحوارات، قرر بانيول تأسيس شركته الخاصة للإنتاج السينمائي، أفلام مارسل بانيول، بالشراكة مع روجر ريشبيه، منتج من مرسيليا كان قد أخرج بالفعل أفلامًا مثل الحب يغني لروبرت فلوري، الكلبة لجان رينوار، الشيكولاتية الصغيرة ومامزيل نيتوش لمارك أليغريت مع ريمو. وكان ريشبيه هو من نصح بانيول بتكليف أليغريت بإخراج فاني، بعد أن عاد كوردّا إلى الولايات المتحدة. استعاد ريمو وأليدا روف وفريناي أدوارهم في ماريوس. الوحيدة التي تغيرت هي دور دولاك، الذي كان مريضًا، وتم استبداله بأوجوست موريس. تم تصوير فاني في صيف 1932، وعُرض في 28 أكتوبر 1932. حقق الفيلم مرة أخرى نجاحًا تجاريًا كبيرًا، على الرغم من أن النقاد كانوا أكثر تحفظًا، حيث انتقدوا طابعه المسرحي، معتبرين أنه "مسرحية مصورة". لكن الهجمات الأكثر شراسة كانت موجهة مباشرة إلى بانيول، الذي أنشأ مجلة دفاتر السينما لتطوير نظرياته السينمائية:

«إذا اكتفى مؤلف فاني بابتكار نظريات، لكان من الأفضل تركه يفعل ذلك ومراقبته في صمت لكي نفهم تمامًا درجة سوء الفهم التي قد يصل إليها كاتب ذكي عندما يطارد فكرة ثابتة أو تحديًّا. للأسف، السيد بانيول لا يقتصر على ذلك، بل يتحرك، يتحرك بهذه الحسّ التجاري الذي لم يكن يومًا غريبًا عنه والذي ساعد دائمًا عبقريته ككاتب درامي: الجميع يعلم أنه الآن يملك شركته الخاصة للإنتاج التي يكون فيها المخرج والمؤلف والمعدل، وما إلى ذلك، حسب الحاجة. […] ولديه أيضًا منذ شهر مجلته السينمائية التي تحتوي نوعًا ما على "البيان" للمدرسة الجديدة البانيولية أو، بشكل أدق، "مشاريع" الشركة الجديدة، مع العلم أن مصطلحات "البيان" و"المدرسة" تعني بشكل أساسي مثاليًا جماليًا غير مهتم، وهو أمر يبدو بعيدًا جدًا عن اهتمامات دراماتورجنا.»

— حياة تولوز، 16 ديسمبر 1933.
لم يمنع هذه الهجوم بانيول من مواصلة تطبيق مبادئه والانطلاق في إخراج أول فيلم يكون فيه هو صاحب السلطة الوحيدة، صهر السيد بويرييه، وهو اقتباس للمسرحية التي تحمل نفس الاسم للكتاب جول ساندو وإميل أوجييه.

### سيزار
في عام 1935، ذكّر فولتيرا بانيول بمشروعه الثلاثي. لكن انفصال فولتيرا عن رايمو وعدم توفر أعضاء آخرين في فريق العمل (معظمهم أصبح نجوم سينما) لفترة طويلة جعل المشروع غير ممكن. ثم اختار بانيول أن يكتب الجزء الثالث للسينما مباشرة ويخرجه بنفسه.
يروي بانيول أنه، بعد أن تعثر في كتابة نصف السيناريو، استعاد إلهامه من خلال ارتجال قصته لامرأة مسنّة جداً كانت ترغب في معرفة نهاية القصة قبل أن تموت. متجاهلاً الواقعية، وضع بانيول الحبكة بعد عشرين سنة، وقدم بين الشخصيات الرئيسية ابن ماريوس وفاني، سيزاريو. عُرض الفيلم في 11 نوفمبر 1936، أي بعد أربع سنوات من فاني.
من أجل إتمام الدائرة، قام بانيول بتكييف سيناريو فيلمه للمسرح. كانت هذه المسرحية أول تكيف لفيلم إلى مسرحية، وعُرضت في عام 1946 في مسرح ديس فاريتي، حيث كانت قد أُعيد عرض مسرحيات ماريوس وفاني في 1942-1943. بينما عاد أوران ديمازي، وماوبي، وميلي ماتيس، وروبرت فاتيه لأداء الأدوار التي جعلتهم مشهورين للمرة الأخيرة، تم استبدال أليدا روفي وفريسنَي بسبب عدم توفرهم، بمارجريت شابير وهنري أليبيرت، وعاد دور سيزاريو إلى الشاب ريمون بيليغرين الذي كان بانيول قد جعله يظهر في فيلم نايس. لكن العرض تم تعطل بوفاة رايمو في سبتمبر من نفس العام، وهو ما لم يتمكن هنري فيلبير من تعويضه.

## التسلسل الزمني
| المسرح                     | المسرح                                 | السينما        | السينما                        |
| -------------------------- | -------------------------------------- | -------------- | ------------------------------ |
| 9 مارس 1929 (مسرح باريس)   | ماريوس، تعرض في أربعة فصول وستة مشاهد. | 10 أكتوبر 1931 | ماريوس، من إخراج ألكسندر كوردا |
| 5 ديسمبر 1931 (مسرح باريس) | فاني، تعرض في ثلاثة فصول وأربعة مشاهد. | 2 نوفمبر 1932  | فاني، من إخراج مارك أليجريت    |
| 1946 (مسرح فارايتي)        | سيزار، تعرض في فصلين وعشر مشاهد.       | 13 نوفمبر 1936 | سيزار، من إخراج مارسيل بانيول  |

## ملخص
- ماريوس: على ميناء مرسيليا القديم، يعمل ماريوس في بار دي لا مارين الذي يملكه والده سيزار، لكنه لا يحلم سوى بالإبحار إلى وجهات بعيدة (جزر ليوارد). ممزقًا بين نداء البحر وحبه لفاني، يتراجع ماريوس عن مشروعه وينتهي به الأمر بالاتحاد مع فاني التي تعرض نفسها عليه. لكن، بينما كان سيزار وأورنورين جاهزين لزواجهما، يستعيد ماريوس هوسه بالبحر. مدفوعًا من قبل فاني التي تضحي، عاجزة أمام هذا الرغبة التي لا تقاوم، يركب ماريوس على السفينة "ماليزيا" التي تنطلق في البحر. يترك فاني التي غمرها اليأس، لكنها تكبح دموعها وتخفي عن سيزار مغادرة ابنه، إلا أنها تسقط فاقدة الوعي عندما يطلعها سيزار على الغرفة التي كان قد خصصها لهما.
- فاني: دون أخبار عن ماريوس، الذي غادر منذ شهرين، تكتشف فاني أنها حامل من ماريوس. من أجل الحفاظ على شرفها، تدفعها والدتها أورنورين للزواج من باني، الأرمل، الغني، الذي ليس لديه أطفال وهو مغرم جدًا بها، وقد طلب يدها للزواج وهو سعيد الآن بوجود نسل له. سيزار نفسه، الذي كان غاضبًا في البداية، ينتهي به الأمر إلى التراجع أمام حجج فاني. لكن، بمجرد أن يولد الطفل، يظهر ماريوس مجددًا، شافيًا من "رغبته في البعد" ويزعم أنه سيستعيد فاني وابنهما سيزاريو. لكن فاني وبانيس وخاصة سيزار يعارضون ذلك، ويجب على ماريوس أن ينحني أمام عزيمة والده، وإثبات خيانته (حتى وإن كانت غير مقصودة) والسعادة الهادئة والمحبّة التي تحيط بالطفل، الذي لم يعد تمامًا طفله.
- سيزار: بعد عشرين عامًا، عند وفاة بانيس، يطالب القس بأن يتم تصحيح معلومات نسب سيزاريو: فيكتشف أن والده البيولوجي هو ابن "عرابه" سيزار، ماريوس، الذي تم وصفه له على أنه نوع من المارقين، إن لم يكن شقيًا. ليطمئن قلبه، يقرر أن يلتقي به متخفيًا ويذهب بالقارب إلى تولون حيث يعمل ماريوس كميكانيكي. أثناء رحلة صيد في خلجان تولون، يكتشف الرجل الحساس والهادئ والحالم الذي هو والده، ولكن بعض الأكاذيب السخيفة التي يرويها فرناند، شريك ماريوس، تثير شكوكًا كبيرة في ذهنه. يقرر ماريوس العودة لأول مرة إلى مارسيليا لكي يزيل اللبس ويشرح، أمام ابنه ومن أجل ابنه، حقيقته عن الماضي وعن نفسه. بعد ذلك، ومع إجراء تفسير مؤثر مع سيزار وفاني، يفهم سيزاريو أن والديه ضحيا بشبابهما وحبهما من أجل مصلحته. يقرر مع سيزار أن ماريوس وفاني، الأرملة والحرّة، سيتقابلان أخيرًا ويعيشان حبهما الذي بقي خاليًا من أي تغيير بعد عشرين عامًا.

الحوار النهائي للفيلم:
- ماريوس: «يا أبتاه، أنت تعلم أن سيزاريو لن يحمل اسمنا أبدًا!»
- سيزار: «ربما هو... ولكن الآخرين؟»

## الملاحظات والمراجع
1. ↑  (بالرومانية) http://metrolinks.ro/velimir-maximilian
2. 1 2 3 4
3. ↑  Préface de Fanny écrite pour les Œuvres complètes, enregistrée par Marcel Pagnol en 1960 et dont des extraits sont disponibles dans le coffret 4 DVD.
4. 1 2  Billard، Pierre (1995). L'âge classique du cinéma français. Flammarion. ص. 304. ISBN:978-2-08-066138-8. مؤرشف من الأصل في 2023-07-17. اطلع عليه بتاريخ 2021-05-15..
5. ↑  Barillet، Pierre (2001). Quatre années sans relâche. Fallois. ص. 125. ISBN:978-2-87706-409-5. مؤرشف من الأصل في 2023-10-14. اطلع عليه بتاريخ 2021-05-15..

### مقالات ذات صلة
- مارسيل بانيول

### تعديلات الفيلم
- ماريوس، فاني، سيزار (الثلاثية الأصلية)
- ميناء البحار السبعة (1938)، فاني (1961)